# Tysk-österrikiska backhopparveckan 1992/1993
Tysk-österrikiska backhopparveckan 1992/1993 ingick i backhoppningsvärldscupen 1992/1993. 
Man hoppade i Oberstdorf den 30 december 1992, den 1 januari 1993 hoppade man i Garmisch-Partenkirchen och den 4 januari 1993 hoppade man i Innsbruck. Sista deltävlingen i Bischofshofen hoppades den 6 januari 1993.

## Oberstdorf
- Datum: 30 december 1992
- Land:  Tyskland
- Backe: Schattenbergschanze

| Placering | Hoppare            | Land            | Poäng |
| --------- | ------------------ | --------------- | ----- |
| 01        | Christof Duffner   | Tyskland        | 237,7 |
| 02        | Andreas Goldberger | Österrike       | 237,4 |
| 03        | Noriaki Kasai      | Japan           | 230,3 |
| 04        | Masahiko Harada    | Japan           | 228,3 |
| 05        | Werner Rathmayr    | Österrike       | 222,5 |
| 06        | Jaroslav Sakala    | Tjeckoslovakien | 218,7 |
| 07        | Jens Weissflog     | Tyskland        | 218,3 |
| 08        | Matjaž Kladnik     | Slovenien       | 215,9 |
| 09        | Nicolas Jean-Prost | Frankrike       | 213,9 |
| 010       | Matjaž Zupan       | Slovenien       | 212,0 |

## Garmisch-Partenkirchen
- Datum: 1 januari 1993
- Land:  Tyskland
- Backe: Große Olympiaschanze

| Placering | Hoppare            | Land      | Poäng |
| --------- | ------------------ | --------- | ----- |
| 01        | Noriaki Kasai      | Japan     | 220,8 |
| 02        | Jens Weissflog     | Tyskland  | 219,4 |
| 03        | Andreas Goldberger | Österrike | 216,5 |
| 04        | Ivan Lunardi       | Italien   | 211,1 |
| 05        | Werner Rathmayr    | Österrike | 210,8 |
| 06        | Andreas Scherer    | Tyskland  | 209,3 |
| 07        | Matjaž Zupan       | Slovenien | 207,6 |
| 08        | Vesa Hakala        | Finland   | 207,0 |
| 09        | Masahiko Harada    | Japan     | 204,7 |
| 010       | Werner Haim        | Österrike | 203,9 |

## Innsbruck
- Datum: 4 januari 1993
- Land:  Österrike
- Backe: Bergiselschanze

| Placering | Hoppare            | Land            | Poäng |
| --------- | ------------------ | --------------- | ----- |
| 01        | Andreas Goldberger | Österrike       | 229,8 |
| 02        | Jaroslav Sakala    | Tjeckien        | 217,3 |
| 03        | Noriaki Kasai      | Japan           | 212,5 |
| 04        | Werner Haim        | Österrike       | 198,7 |
| 05        | Masahiko Harada    | Japan           | 195,5 |
| 06        | Dieter Thoma       | Tyskland        | 194,8 |
| 07        | Didier Mollard     | Frankrike       | 193,0 |
| 08        | Jiří Parma         | Tjeckoslovakien | 192,7 |
| 09        | Werner Rathmayr    | Österrike       | 192,0 |
| 010       | Christof Duffner   | Tyskland        | 191,3 |

## Bischofshofen
- Datum: 6 januari 1993
- Land:  Österrike
- Backe: Paul-Ausserleitner-Schanze

| Placering | Hoppare            | Land            | Poäng |
| --------- | ------------------ | --------------- | ----- |
| 01        | Andreas Goldberger | Österrike       | 237,1 |
| 02        | Noriaki Kasai      | Japan           | 235,1 |
| 03        | Didier Mollard     | Frankrike       | 227,3 |
| 04        | Vesa Hakala        | Finland         | 221,8 |
| 05        | Jaroslav Sakala    | Tjeckoslovakien | 221,1 |
| 06        | Jens Weissflog     | Tyskland        | 217,5 |
| 07        | Christof Duffner   | Tyskland        | 211,1 |
| 08        | Martin Höllwarth   | Österrike       | 210,3 |
| 09        | Franci Petek       | Slovenien       | 209,7 |
| 010       | Heinz Kuttin       | Österrike       | 208,7 |

## Slutställning
| Placering | Hoppare            | Land            | Poäng |
| --------- | ------------------ | --------------- | ----- |
| 01        | Andreas Goldberger | Österrike       | 920,8 |
| 02        | Noriaki Kasai      | Japan           | 898,7 |
| 03        | Jaroslav Sakala    | Tjeckoslovakien | 854,6 |
| 04        | Masahiko Harada    | Japan           | 828,4 |
| 05        | Vesa Hakala        | Finland         | 823,4 |
| 06        | Christof Duffner   | Tyskland        | 818,9 |
| 07        | Werner Haim        | Österrike       | 816,7 |
| 08        | Jens Weissflog     | Tyskland        | 814,7 |
| 09        | Werner Rathmayr    | Österrike       | 799,8 |
| 010       | Heinz Kuttin       | Österrike       | 799,7 |